# Gare de Nishi-Shikama
La gare de Nishi-Shikama (西飾磨駅, Nishi-Shikama-eki) est une gare ferroviaire localisée dans la ville d'Himeji, dans la préfecture de Hyōgo au Japon. La gare est exploitée par la compagnie Sanyo Electric Railway, sur la  ligne Aboshi. Le numéro de la gare est SY 51.

## Situation ferroviaire
Établie à 2 mètres d'altitude, la gare de Nishi-Shikama est située au point kilométrique (PK) 2.4 de la ligne Sanyō Aboshi.

## Histoire
C'est le 15 octobre 1940 que la gare est inaugurée.
En 2013, la fréquentation journalière de la gare était de 1 073 personnes.
| 2010  | 2011  | 2012  | 2013  |
| 1 005 | 1 015 | 1 041 | 1 073 |

## Service des voyageurs

### Accueil
La gare est une halte sans service et sans personnel.

### Desserte
La gare de Nishi-Shikama est une gare disposant de deux quais et de deux voies.
| N° de voie | Ligne  | Direction                |
| ---------- | ------ | ------------------------ |
| Côté sud   | Aboshi | Aboshi                   |
| Côté nord  | Aboshi | Shikama - Himeji - Osaka |

Installations et desserte
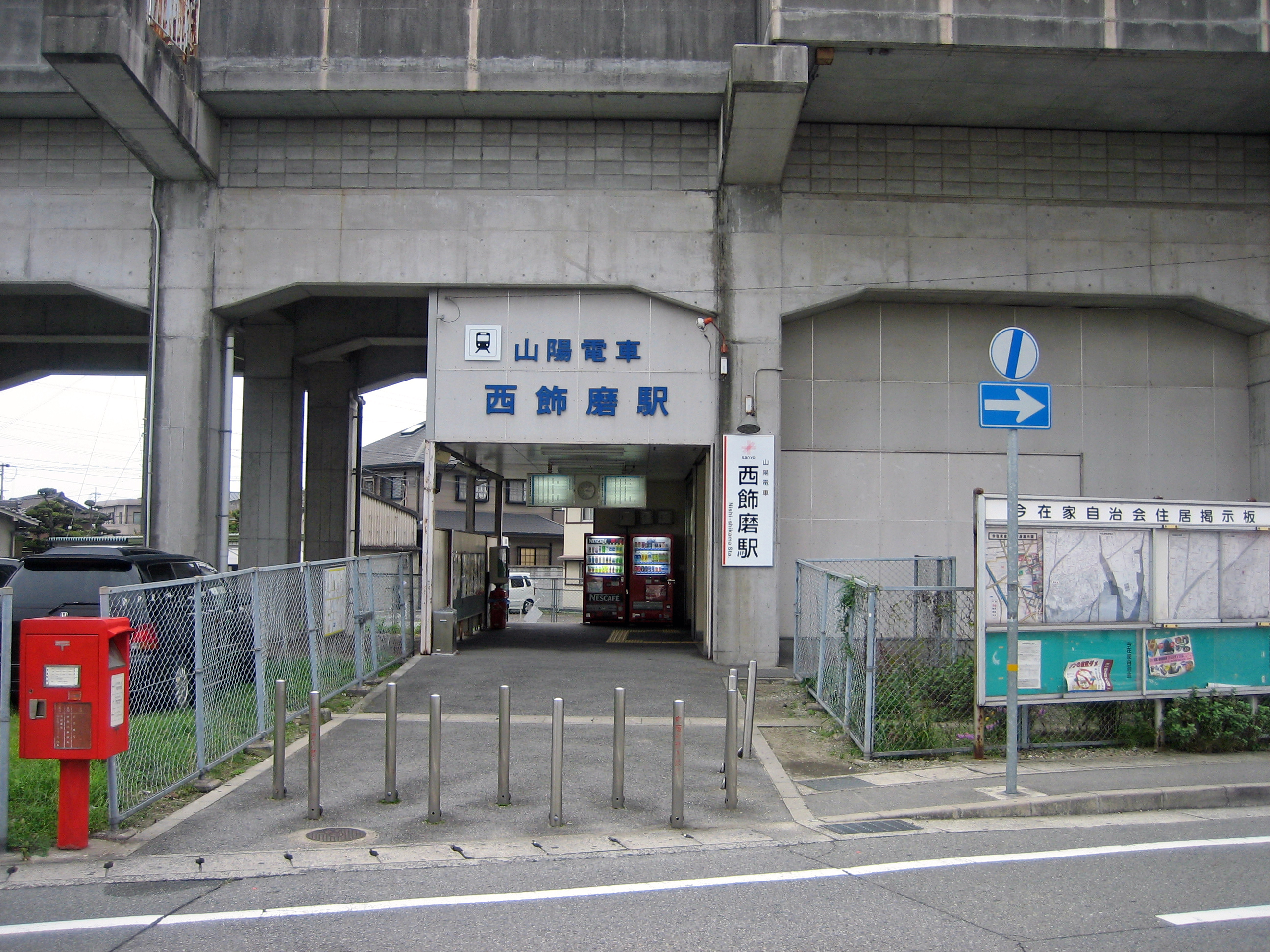
Entrée de la gare

### Site d’intérêt
- Les sanctuaires shinto Tsuda tenma-jinja et Kamo-jinja